# Kirche Alt Tellin

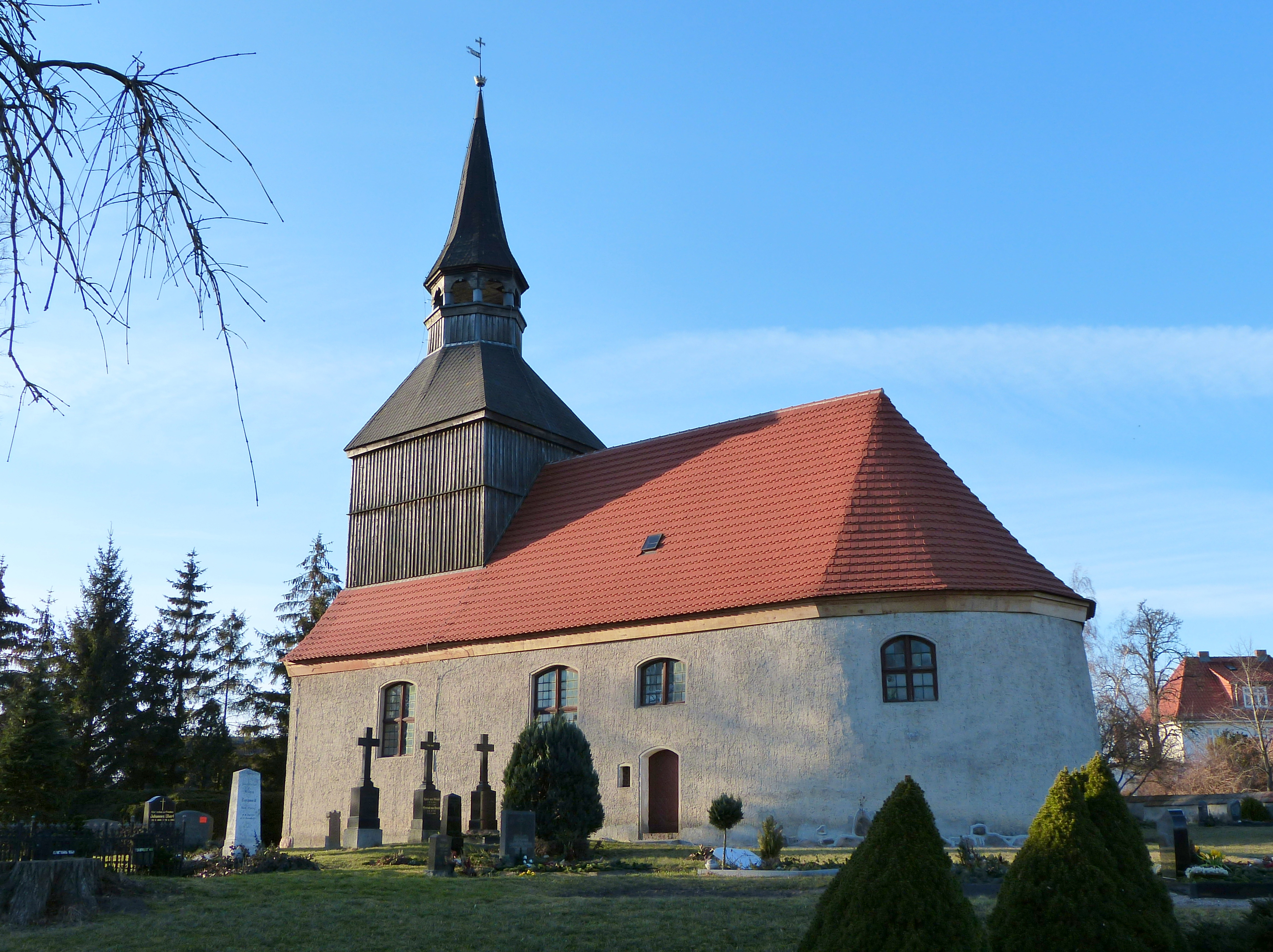
Kirche Alt Tellin

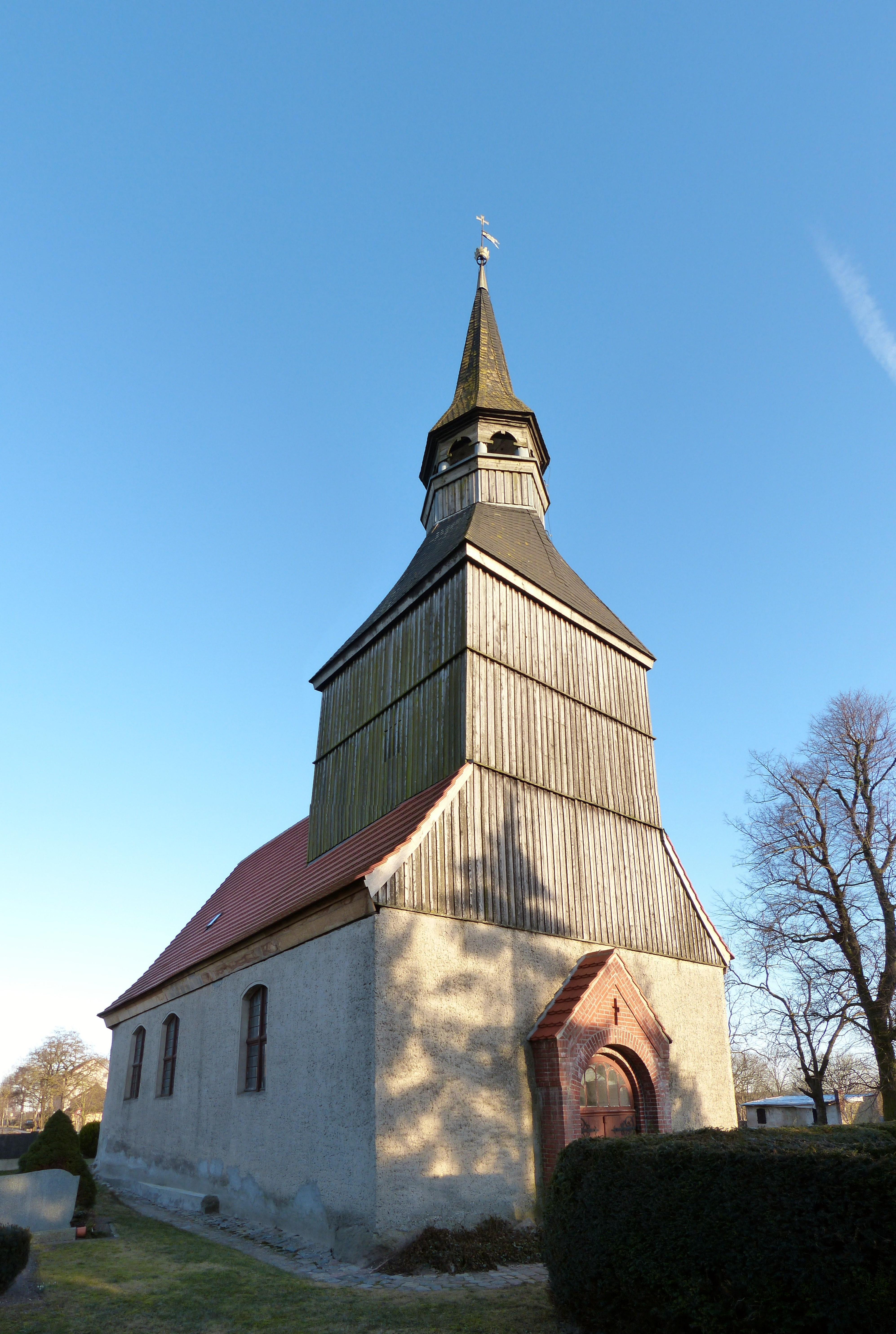
Kirchturm

Die Kirche Alt Tellin ist ein Kirchengebäude in der Gemeinde Alt Tellin im Landkreis Vorpommern-Greifswald. Sie gehört zur Kirchengemeinde Daberkow im Kirchenkreis Pommern  der Nordkirche.

## Geschichte
Aus dem Jahr 1493 ist die Einsetzung eines Pfarrers an der Pfarrkirche in Tellyn überliefert. Im Mittelalter war die Telliner Kirche eine selbständige Pfarrkirche, nach Einführung der Reformation in Pommern wurde sie zur Filiale der Daberkower Kirche. Das Kirchenpatronat ging an die Gutsherrschaft Broock.
Nach einer Zeit als eigenständige Kirchengemeinde wurde die Alt Telliner Kirche 2005 der Kirchengemeinde Daberkow angeschlossen. Das zuständige Pfarramt befindet sich in Hohenmocker.

## Gebäude und Ausstattung
Die Saalkirche wurde um 1600 aus Feldstein errichtet. Nach Osten ist der heute verputzte Bau halbkreisförmig abgeschlossen. Die Fenster sind relativ klein und hoch gelegen. Fenster und Südportal sind mit Korbbögen abgeschlossen. Links neben dem Südportal befindet sich eine vergitterte Öffnung, die zur Belüftung der Gruft dient. Das Westportal befindet sich in einer Wandvorlage. Der jüngere Dachturm am Westgiebel ist in Fachwerkbauweise errichtet und mit Brettern verblendet. Er trägt eine barocke Spitze mit durchbrochener Laterne und ist 25 Meter hoch.
Das Innere der Kirche ist flach gedeckt. In die Ostwand ist eine mit einer Holztür verschlossene Sakramentsnische eingelassen. Unterhalb des Kirchenraums befindet sich eine Gruft der Familie von Linden. Bestattet wurden darin der Generalmajor und Kirchenpatron Christian Bogislaw von Linden (1707–1773) sowie seine beiden Ehefrauen. Von ehemals drei Särgen sind zwei erhalten.
Aus dem 18. Jahrhundert stammt der schlichte Kanzelaltar. Auf einem Volutenfuß sitzt ein polygonaler Kanzelkorb mit Akanthusschnitzereien an den Wangen und Putti auf dem Gesims. Das Patronats- und das Gemeindegestühl sowie das Lesepult, möglicherweise auch die Westempore, wurden ebenfalls im 18. Jahrhundert errichtet. Die Westempore wurde auf Rundstützen nördlich und südlich hufeisenförmig erweitert.
Die Orgel mit neugotischem Prospekt und Pilastergliederung wurde 1860 in der Werkstatt von N. Fischer aus Demmin gebaut. 2002 wurde sie umfassend restauriert.
Das Geläut besteht aus einer Glocke aus Bronze. Sie trägt eine Minuskelaufschrift und wird auf 1375 datiert.